# Kgomodiatshaba
Kgomodiatshaba is een dorp in het district Kgatleng in Botswana. De plaats telt 418 inwoners (2011).